# Navarredonda y San Mamés
Navarredonda y San Mamés é um município da Espanha na província e comunidade autónoma de Madrid, de área 27,44 km² com população de 141 habitantes (2007) e densidade populacional de 4,96 hab/km².

## Demografia
| Variação demográfica do município entre 1991 e 2004 | Variação demográfica do município entre 1991 e 2004 | Variação demográfica do município entre 1991 e 2004 | Variação demográfica do município entre 1991 e 2004 |
| --------------------------------------------------- | --------------------------------------------------- | --------------------------------------------------- | --------------------------------------------------- |
| 1991                                                | 1996                                                | 2001                                                | 2004                                                |
| 100                                                 | 99                                                  | 110                                                 | 137                                                 |